# Nils Hellner

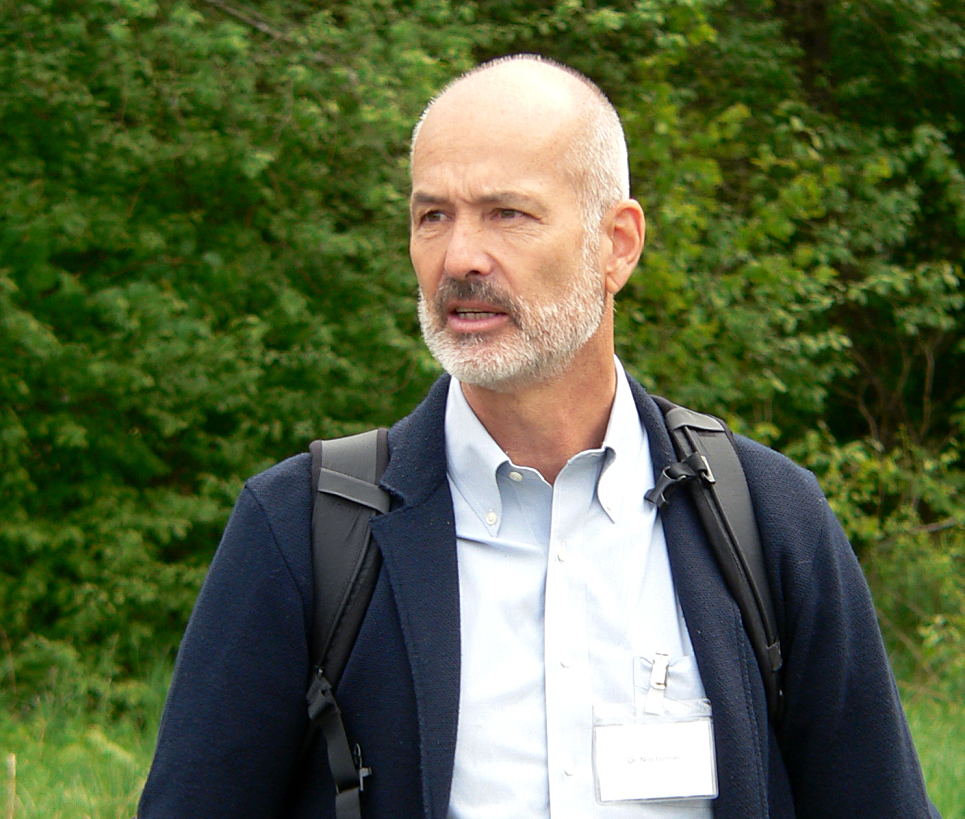
Nils Hellner, 2025

Nils Hellner (* 12. Februar 1965 in Göttingen) ist ein deutscher Bauforscher und Grabungsarchitekt.

## Biografie
Nils Hellner wuchs als Sohn des Photographen des Deutschen Archäologischen Instituts in Athen (DAI), Gösta Hellner, Sohn von Hans Hellner, in Griechenland auf. Nach seiner Schullaufbahn studierte er Architektur an der Technischen Universität Berlin. Nach seinem Diplom 1992 arbeitete er zunächst als wissenschaftliche Hilfskraft am DAI Athen, dann war er 1994/95 Reisestipendiat. Von 1996 bis 2004 war er Assistent am Lehrstuhl für Baugeschichte, Historische Bauforschung und Denkmalpflege an der Technischen Universität München.
2002 wurde er mit dem Thema Die Säulenbasen des zweiten Dipteros von Samos promoviert. Anschließend lehrte an der Fachhochschule Weihenstephan und an der Universität Triest. Von 2004 bis 2006 war er Grabungsarchitekt der Italian Mission to Oman (IMTO) und ab 2006 war er Auslandsstipendiat des DAI für Bauforschung. Von 2009 bis 2017 war er Referent für Bauforschung am Deutschen Archäologischen Institut in Athen, seitdem ist er in der freien Wirtschaft tätig.
2022 arbeitete er als Bauforscher in dem LEADER-Projekt zur Erforschung des niedersächsischen Teils des KZ-Außenlagers Ellrich-Juliushütte, das anschließend als Drittmittelprojekt vom Thüringischen Landesamt für Denkmalpflege und Archäologie im thüringischen Teil des Lagers bis Februar 2024 weitergeführt wurde. Die Ergebnisse wurden 2025 monographisch vorgelegt.
Nils Hellner forschte im Heraion von Samos, im Kerameikos von Athen, in Megara, Egio und Kalapodi.

## Schriften (Auswahl)
- Neue Forschungen zum polykratischen Hera-Tempel auf Samos. architectura 25, 1995/2, 121–127
- Drehspuren am Säulenbauteil des archaischen Heraion von Argos?, Revue archéologique 1/2004, 69–78
- Die Krene von Megara, Athenische Mitteilungen 119, 2004, 163–220
- Ein neuer Bau im Kerameikos von Athen. In: Bericht über die 43. Tagung der Koldewey-Gesellschaft 2004 in Dresden (Stuttgart 2006) 124–130
- Bedeutungstragende Steinbearbeitung am Athena-Tempels in Assos. In: Reinhard Stupperich (Hrsg.), Ausgrabungen in Assos 1993, Asia Minor Studien 57 (Bonn 2006) 227–234
- Bauforschung am Forum von Iulium Carnicum/Zuglio. In: Aquileia Nostra 78, 2007, 265–294.
- Die Säulenbasen des zweiten Dipteros von Samos: Grundlage für die Rekonstruktion des Tempels in seinen Bauphasen. Samos 26, Bonn 2009, ISBN 978-3-7749-3628-7.
- Η »ΚΡΗΝΗ ΤΟΥ ΘΕΑΓΕΝΟΥΣ« ΣΤΑ ΜΕΓΑΡΑ. ΙΣΤΟΡΙΑ ΚΑΙ ΑΡΧΙΤΕΚΤΟΝΙΚΗ ΕΝΟΣ ΜΝΗΜΕIΟΥ ΤΟΥ 5ΟΥ ΑΙΩΝΑ Π.Χ. Megara 2009, ISBN 978-960-88807-1-9.
- Ein Fachwerkpfeiler aus dem 14. Jh. v. Chr. aus Hg. Triade/Kreta. In: A. v. Kienlin (Hrsg.), Holztragwerke der Antike, Byzas 11 (Istanbul 2011) 61–73.
- Überlegungen zu achteckigen Stützen in der antiken griechischen Architektur. Revue archéologique 2/2011, 227–262.
- Architecture, Greek. In: R. Bagnall – K. Brodersen – C. Champion – A. Erskine – S.R. Hueber (Hrsg.), Encyclopedia of Ancient History (Malden, MA 2012) 650–656.
- A Late Minoan III Propylon at Haghia Triada, in: Creta Antica10/II, 2009 (Padova 2009) 501- 518 (mit N. Cucuzza).
- Kalapodi. Neue Kriterien einer Typologie der dorischen Architektur, in: I. Gerlach – D. Raue (Hrsg.), FORSCHUNGSCLUSTER 4 Heiligtümer: Gestalt und Ritual, Kontinuität und Veränderung. Sanktuar und Ritual – Heilige Plätze im archäologischen Befund. Menschen – Kulturen – Traditionen; ForschungsCluster 4; Bd. 10 (Leidorf: Rahden/Westf. 2016) 43–52.
- Räumliche Führung am Beispiel der spätgeometrischen und archaischen Süd-Tempel von Abai/Kalapodi. In: D. Kurapkat – P.I. Schneider – U. Wulf-Rheidt (Hrsg.): Architektur des Weges. Gestaltete Bewegung im gebauten Raum. Bauforschungskolloquium in Berlin vom 6. bis 11. Februar 2012 veranstaltet vom Architekturreferat des DAI, DiskAB 11 (Regensburg 2014) 289–307.
- Rezension zu A. Hennemeyer, Das Athenaheiligtum von Priene: die Nebenbauten – Altar, Halle und Propylon – und die bauliche Entwicklung des Heiligtums. Archäologische Forschungen Bd. 27, Wiesbaden: Reichert Verlag 2013, in: Göttinger Forum für Altertumswissenschaft 17 (Göttingen 2014), 1307–1316.
- Ein stratigraphisch datiertes, hocharchaisches Kapitell aus Abai/Kalapodi. In: I. Kaiser – Ou. Kouka – D. Panagiotopoulos (Hrsg.): Ein Minoer im Exil. Festschrift zum 65. Geburtstag von Wolf-Dietrich Niemeier. Universitätsforschungen zur Prähistorischen Archäologie, Bd. 188 (Bonn 2015) 125–145.
- Gab es in der Frühphase des archaischen Tempelbaus kannelierte Holzsäulen? In:Β.Κ. Λαμπρινουδάκης – Ae. Ohnesorg – Ε. Σημαντώνη-Μπουρνιά – Κ. Ζάμπας (Hrsg.), Αρχιτέκτων. HONORARY VOLUME FOR PROFESSOR MANOLIS KORRES (Athen 2016) 555–568.
- Il tempio di Zeus ad Olimpia: il concetto di restauro e la relativa realizzazione, in: Selinunte – Restauri dell’antico, Atti del Convegno Internazionale “Selinus 2011. Restauri dell’antico. Ricerche ed esperienze nel Mediterraneo di età greca”, Selinunte, Baglio Florio, 20–23 ottobre 2011 (Roma 2016) 279– 286, Tafel XXV.
- Zu den hölzernen Ursprüngen der dorischen Architektur, in: K. Sporn – R. Senff (Hrsg.) AtheNea 2015/16, 82–87.
- Der Kernbau der Athener Abteilung, in: K. Sporn – R. Senff (Hrsg.) AtheNea 2015/16, 12–17.
- Il tempio arcaico a Trapezà presso Eghion: ricerche e proposte di ricostruzione, ASAtene93, Serie III, 15, 2015 (2017) 115–133 (mit F. Gennatou).
- Sondage 2016 am Westgiebel – Die Dachausbildung und der Westgiebel des Südtempels von Kalapodi, in: K. Sporn et al., Grabungsbericht der Jahre 2014–16, AM 131/132, 2016/17, 206–211.
- Überlegungen zum Gebrauch von singulären Werkzeugfunden unter dem archaischen Tempelbau von Kalapodi, in: M. Korres – S. Mamaloukos – F. Mallouchou-Tufano – K. Zampas (Hrsg.) ΗΡΩΣ ΚΤΙΣΤΗΣ. Festschrift Charalampos Bouras (Athen 2018) 293–300.
- The temple site on the Trapezá Aigiou, in: E. Greco – A. Rizakis (Hrsg.), Proceedings of the International Conference, Gli Achei in Grecia e in Magna Grecia : nuove scoperte e nuove prospettive = Οι Αχαίοι στήν Ελλάδα και τη μεγάλη Ελλάδα: νεά ευρήματα και νέες προόπτικες : Atti del Convegno di Aighion = Πρακτικά του Συνεδρίου στο Αίγιο (12-13/12/2016), ASAtene Supp. 3 (Rom 2019) 165-183
- Early Temples Built of Wood and Stone: New Finds from Kalapódhi (Phokis), in: Ph. Sapirstein – D. Scahill (Hrsg.), New Approaches and Paradigms in the Study of Greek Architecture, Monumenta Graeca et Romana 25, (Leiden – Boston: Brill 2020) 106-122
- Die Vorentwürfe von Heinrich Johannes aus den Jahren 1931–34 für einen Neubau des DAI Athen an der Rigillis-Straße, in: K. Sporn – A. Kankeleit (Hrsg.), Die Abteilung Athen des Deutschen Archäologischen Instituts und die Aktivitäten deutscher Archäologen in Griechenland 1874-1933, Tagung DAI Cluster 5 in Athen, DAI und Benaki Museum, 12. bis 13. Dezember 2016, Beiträge zur Geschichte der Archäologie und der Altertumswissenschaften 2 (Wiesbaden: Harrassowitz 2020) 67-90
- Wiederverwendete und umgestaltete Bauteile am archaischen Tempel auf der Trapezá Aigiou, in: K. PIESKER (Hrsg.), Umgebaut. Umbau-, Umnutzungs- und Umwertungsprozesse in der antiken Architektur. Bauforschungskolloquium in Berlin vom 21. bis 24. Februar 2018 veranstaltet vom Architekturreferat des DAI, DiskAB 13 (Regensburg: Schnell & Steiner 2020) 73-90
- Geräumt und vergessen – die Wiederentdeckung der fürstlichen Gruft in Bad Berleburg, R. ROTH – N. HELLNER, AiW 20 (2021) 182-186
- mit Stefan Flindt, Robert Knechtel: Das KZ-Außenlager Ellrich Juliushütte. Eine archäologisch-bauhistorische Dokumentation (= Sonderveröffentlichung des thüringischen Landesamtes für Denkmalpflege und Archäologie, Band 9. Materialhefte zur Ur- und Frühgeschichte Niedersachsens, Band 63), Verlag Marie Leidorf, Rahden, 2025, ISBN 978-3-89646-956-4